# Godheim
Godheim el. Gudhem var i skapelsen enligt den nordiska mytologin gudarnas värld där asarna bodde. Mest omtalade är Asgård (asagudarnas borg), där man bland annat finner Odens (den av inspiration rasande/besjälade) gillesal Valhall (de fallnas hall). 
Godheims heligaste plats är Urdarbrunnen (det förgångnas källa/brunn), som ligger vid världsträdet Yggdrasils (Yggs häst, Odens galge) ena rot. Nornorna (ödesgudinnorna) har sin hemvist vid Urdarbrunnen och asarna håller ofta ting (rådslag, rättegång) i närheten av denna källa. Bron som förbinder Godheim med yttervärlden kallas Bifrost och den vaktas dag och natt av väktaren Heimdall.